# Джессі Джей (співачка)
Джессіка Еллен Корніш, сценічне ім'я Jessie J (англ. Jessica Ellen Cornish; нар. 27 березня 1988, Чедвел Гіс, Ессекс, Велика Британія) — британська R&B/поп-співачка та авторка пісень, феміністка.
Народилася в родині Стівена і Роуз Корніш, виросла в Лондоні, Британія.
З 2006 року почала працювати над дебютним альбомом — «Who You Are», котрий вийшов у Британії 25 лютого 2011 року. Альбом посів 2 місце на «UK Albums Chart», 11 місце на «Billboard 200», 6 місце на «Canadian Albums Chart» та 4 місце на «Australian Albums Chart». Продажі в Британії перевищили 900,000 копій станом на лютий 2012. 7 пісень з альбому стали синглами — «Do It Like a Dude», що досяг другої сходинки в Англії, «Price Tag», який зумів дістатися першого місця в Англії та двадцять третього в США, «Nobody's Perfect», «Who's Laughing Now», «Domino», який був на першій позиції у Великій Британії та на шостій в Billboard Hot 100, «Who You Are», «LaserLight» з Давідом Гетою.
4 грудня 2011 вийшов сингл Джеймса Моррісона — «Up», яку співак виконав разом з Джессі Джей.
У 2012 році Джессі Джей записала сингл «Silver Lining (Crazy 'Bout You)» як саундтрек до фільму «Silver Linings Playbook».
У 2013 році вийшов другий студійний альбом співачки під назвою «Alive». Перший сингл з альбому «Wild» з реперами Big Sean та Dizzee Rascal став успішним в Англії, досягнувши п'ятої позиції. Також ця пісня потрапила до більшості чартів світу. «It's my party», другий сингл з альбому, досяг третьої сходинки в Англії, але не був успішним в інших країнах. У листопаді вийшов «Thunder» — третій і останній сингл з альбому.
Улітку 2014 року стало відомо, що Джессі Джей, Аріана Ґранде та Нікі Мінаж збираються записати спільну пісню «Bang Bang». Сингл вийшов 29 липня та дебютував на шостій сходинці Billboard Hot 100, ставши одним з двох найуспішніших хітів співачки на тому чарті.

## Особисте життя
У травні 2023 року народила сина.

## Дискографія
- 2011: Who You Are
- 2013: Alive
- 2014: Sweet Talker
- 2018: R.O.S.E.
- 2018: This Christmas Day

| Сингл                           | Рік  | AUS | CAN | IRE | NZ | UK  | US | Сертифікації                                         | Альбом       |
| ------------------------------- | ---- | --- | --- | --- | -- | --- | -- | ---------------------------------------------------- | ------------ |
| Do It Like a Dude               | 2010 | 66  | —   | 11  | 8  | 2   | —  |                                                      | Who You Are  |
| Price Tag                       | 2011 | 2   | 4   | 1   | 1  | 1   | 23 |                                                      | Who You Are  |
| Nobody's Perfect                | 2011 | 9   | —   | 14  | 10 | 9   | —  |                                                      | Who You Are  |
| Who's Laughing Now              | 2011 | —   | —   | 28  | —  | 16  | —  |                                                      | Who You Are  |
| Domino                          | 2011 | 5   | 7   | 1   | 3  | 1   | 6  | - BPI: Platinum - ARIA: 3× Platinum - RIAA: Platinum | Who You Are  |
| Who You Are                     | 2011 | 86  | 85  | 23  | —  | 8   | —  |                                                      | Who You Are  |
| Laserlight                      | 2012 | 48  | —   | 9   | 19 | 5   | —  |                                                      | Who You Are  |
| Silver Linin' (Crazy 'Bout You) | 2012 | 66  | —   | —   | —  | 100 | —  |                                                      | N/A          |
| Wild                            | 2013 | 6   | —   | 9   | 27 | 5   | —  |                                                      | Alive        |
| It's my Party                   | 2013 | 12  | —   | —   | 12 | 3   | —  |                                                      | Alive        |
| Thunder                         | 2013 | 100 | —   | 55  | —  | 18  | —  |                                                      | Alive        |
| Bang Bang                       | 2014 | 4   | 7   | —   | 4  | —   | 6  |                                                      | Sweet Talker |

## Фільмографія
| Рік       | Оригінальна назва           | Назва                              | Роль                           | Примітка                                       |
| --------- | --------------------------- | ---------------------------------- | ------------------------------ | ---------------------------------------------- |
| 2011      | Saturday Night Live         | Суботнього вечора в прямому ефірі  | Себе                           | Епізод: "Zach Galifianakis/Jessie J"           |
| 2012–2013 | The Voice UK                | The Voice (телешоу Великобританія) | Тренер / Суддя                 | Seasons 1–2                                    |
| 2015–2016 | The Voice Australia         |                                    | Тренер / Суддя                 | Seasons 4–5                                    |
| 2016      | Grease: Live                |                                    | Вокаліст на відкритті концерту | Телевізійний спецвипуск                        |
| 2018      | Singer                      |                                    | Конкурсантка                   | Talent competition, winner of the sixth season |
| 2019      | Celebrity Gogglebox         |                                    | Себе                           | Реаліті-шоу                                    |
| 2019      | The Voice Kids UK           |                                    | Тренер / Суддя                 | 3 Сезон                                        |
| 2020      | One World: Together at Home |                                    | Себе                           |                                                |